# إثيلدريد بينيت
إثيلدريد بينيت (بالإنجليزية: Etheldred Benett)‏ ‏ (1776-1845) هي من الجيولوجيات الأوائل في إنجلترا، وجاء اهتمام إثيلدريد بهذا المجال نتيجة اهتمام جُزء كبير من أقاربها بِه، وفي عام 1810 بدأت إثيلدريد بجمع ودراسة الأحافير في جنوب غرب إنجلترا، وغالباً ما تُعتبر «أول جيولوجية».
عَملت إثيلدريد مع عدد كبير من الجيولوجيين المُهمين على مدار التاريخ، كما لعبت مجموعتها الأحفورية دوراً كبيراً في تطور الجيولوجيا كعلم مُستقل.
عانت إثيلدريد في العشرين سنة الأخيرة من حياتها من مَرض صَعب نوعاً ما، مما قلل من جمعها للأحافير ودراستها، وفي 11 يناير 1845 تُوفيت إثيلدريد في منزلها في نورتون هاوس، أي قبل سنتين من وفاة زَميلتها ماري آننغ، وفيما بعد تم بيع مجموعتها الأحفورية إلى الطبيب توماس ويلسون من نيوارك، ديلاوير، وفيما بعد نقلت مجموعتها الأحفورية إلى الولايات المتحدة الأمريكية.

## أعمالها
- كتالوج البقايا العضوية من مقاطعة ويلتشاير (1831).
- تحقيق مختصر في العصور الأثرية وشرف وتركة عائلة ويك (1833)، كتبهُ جدُها العظيم وليام ويك، وتم تنقيحه وإعداده للنشر من قبل إثيلدريد بينيت.

## المرجع
1. ↑  Marilyn Bailey Ogilvie (16 Dec 2003). The Biographical Dictionary of Women in Science: Pioneering Lives From Ancient Times to the Mid-20th Century (بالإنجليزية). Routledge. Vol. 1. p. 114. ISBN:978-1-135-96342-2. OCLC:174736794. OL:34099M. QID:Q28721132.
2. 1 2  Cleevely، R J (2004). "Miss Etherldred Bennett (1775-1845): A Preliminary Note on her Correspondence". Wiltshire Archaeological & Natural History Magazine. ج. 97: 25–34.
3. ↑  Burek، Cynthia V (2001). "The first lady geologist, or collector par excellence?". Geology Today. ج. 17 ع. 5: 192–194. DOI:10.1046/j.1365-2451.2001.00008.x.

## روابط خارجية
- موقع تروويلبلازيرس: إثيلدريد بينيت.